# Żywiołak
Żywiołak (читаємо «Живьолак», за правописом «Живйолак») — польський музичний гурт, який грає у народному (слов'янському) стилі.

## Музика
Музика гурту — це фолк, панк, рок, акустичний транс-техно або драм-енд-бейс. Він також користується елементами музики: даб, чіл-аут, ембієнт, а також звуками давніх відновлених інструментів, «винаходами» нової техніки та архаїчними і сучасними вокальними техніками.

## Історія
Група утворена на початку січня 2005 року — спочатку як дует двох музикантів: Роберт Яворський — раніше грав у: ich troLe або Warsaw Village Band — і Роберт Василевський — гітарист групи Open Folk. До них приєдналися дві співачки: Анна Піотровська з гурту Goście z nizin і Ізабела Бира з гурту Detonacja, і фахівець етнічних ударних інструментів — Мацей Лабудзкий фронтмен групи Mistik Madżonga.
Дебютний виступ групи Żywiołak відбувся у варшавському клубі «Філософська кухня» 8 грудня 2005 року. На наступний день група бере участь у XV Міжнародному фестивалі народної музики «Народні Миколайки» у Любліні, де отримала приз глядачів.
8 січня 2006 року Żywiołak виступає в телестудії в Любліні у зв'язку з Великою Оркестрою Різдвяної Допомоги. Наступні концерти групи — в основному, в музичних клубах Польщі у Варшаві, Любліні, Лодзі.
У квітні 2006 року група виграла Гран-прі Фестивалю народної музики польського радіо «Нова Традиція». У 2007 році Żywiołak завдяки видавництва Karrot Kommando випустив максі-сингл Музика психоделічної свитезянки.
Наступні нагроди: Гран-прі «Міжнародного фестивалю гри на давніх інструментах
і чимбудь» в Гданському Старогарді і перший приз в огляді рок-груп «Молоді Вовки Ребеля», організований варшавським клубом «Стодола».
У червні 2007 року до групи включається новий перкусист Мацей Димек, а в серпні 2008 року Ізабела Бира пішла у декретну відпустку, її замінила Моніка Садковська.
Żywiołak був одним із 13 гуртів номінованих до польського фіналу конкурсу Євробачення 2008. Команда підготувала пісню Ніч Купали, але в кінцевому підсумку була дискваліфікована. Тому що, група гралиа пісню перед 1 жовтня 2007 року (правила конкурсу забороняють публікації пісні до 1 жовтня).

## Впливи
Музиканти групи користуються народною демонологією. Дохристиянські вірування, які стали основою для міфів, часто використовують музиканти по всьому світі. Зацікавлені фольклором і археологією члени групи вирішили втілити в життя істоти рідних легенд й казок — елементи властиві слов'янської міфології. Розмальовування великодніх яєць, танення Маржани, не вітати на порозі, або стукати у нефарбовані деревини це найкращі приклади «язичницької» практики в сучасному світі. Вся ця народна традиція стала основним натхненням для музикантів групи Żywiołak.
Слово żywiołak походить від слова żywioł (стихія, елемент, порівн. з укр. «живло»). Тобто це «дух стихії», «стихійник», «елементал». Однойменні істоти трапляються, наприклад, у фентезійних творах польського письменника Анджея Сапковського, а також у відеограх «Відьмак 2» й «Відьмак 3» за мотивами цих творів.

## Склад гурту
- Роберт Яворський — колісна ліра, альт, лютня, електрогітара, дримба, вокал
- Ізабела Бира — вокал, шекер
- Роберт Василевський — бас-гітара, лютня, електрогітара, вокал
- Анна Піотровська — вокал, джембе
- Мацей Димек — барабан, тарілки, перкусія
- Моніка Садковська — вокал, перешкаджаючі інструменти
- Агнешка Бінек — скрипка, альт скрипка, вокал

## Дискографія
- Музика психоделічної світезянки (EP, 2007)
- Нова Екс-традиція (2008)
- Нова Мікс-Традиція (2010)